# ELLO TV
ELLO — музичний сайт і відеоканал на YouTube. Канал був створений великою музичною компанією Symbolic Entertainment Group LLC. На ELLO викладають легальні відео відомих артистів за їхніми ж згоди, таких як: Тіна Кароль, SOE, Марія Яремчук, Alyosha,  Йолка, Віра Брежнєва, Max Barskih і т. д. Канал був запущений 26 серпня 2010 року на YouTube.

## Історія компанії
Компанія Symbolic Entertainment Group, LLC - найбільший агрегатор музичного та розважального контенту в Східній Європі, який спеціалізується на дистрибуції музичних, кіно- і відеотворів по всьому світу. Офіси компанії знаходяться в Москві, Києві та Лос-Анджелесі.
Флагманський проект компанії Symbolic Entertainment Group, LLC - відеоканал ELLO, справжній прорив у світі україно- та російськомовної поп-музики. Майданчик для просування артистів з Росії, України та інших країн за кілька місяців стала лідером переглядів в музичному сегменті YouTube. Якщо сьогодні зайти на сторінку каналу ELLO на YouTube, то можна побачити, що ролик Віри Брежнєвої та Dan Balan'a набрав понад 20 мільйонів переглядів, а прем'єру кліпу гурту «Serebro» за перший тиждень подивилися більше мільйона користувачів .
Партнери каналу ELLO - найбільші музичні компанії, такі, як Universal Music, Warner Music Russia, Velvet Music, та інші. З каналом співпрацюють найкращі кліпмейкери Росії та України - Алан Бадоєв, Влад Опельянц, Георгій Тоїдзе, Сергій Солодкий, які влаштовують прем'єри своїх відеокліпів саме на каналі ELLO. Тільки тут у інтернет-користувачів є можливість першими побачити нові кліпи улюблених виконавців з наших країн в HD якості. На ELLO зібрана велика колекція найкращих кліпів останнього десятиліття, а у топ артистів є свої плей-листи, де зібрані їх відеоролики.
Крім того, ELLO відкриває і підтримує на YouTube партнерські канали артистів, продюсерських компаній, музичних клубів, телевізійних програм і брендів. Завдяки цій співпраці партнери мають можливість заробляти на рекламі і отримувати максимальну кількість переглядів. Свої канали на ELLO вже відкрили Dan Balan, Віра Брежнєва, Валерій Меладзе, група Вінтаж, Поліна Гагаріна, Ольга Василюк, МакSим, Йолка, Нюша та багато інших. Адже на сьогодні ELLO є одним з небагатьох успішних прикладів цифрової дистрибуції російської та української поп- та рок-музики в усьому світі.

## Співпраця
ELLO співпрацює з багатьма музичними компаніями та лейблами, такими як: Velvet Music, Vevo, Universal Music, Warner Music Group, Interscope Records і т. д.

## Логотип

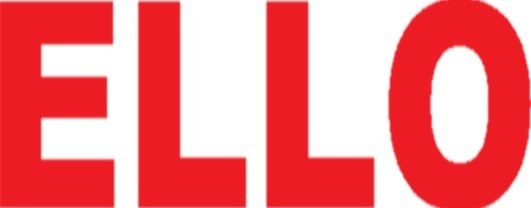
Логотип у 2010-2012 роках

Логотип нині

ELLO змінив логотип тричі. Нинішній — 4-й по рахунку.
- У 2010-2012 році логотипом було слово ELLO червоного кольору.
- У 2012-2013 роках слово ELLO було виконано єдиним блакитним кольором та було замінено шрифт на інший.
- З 2013- 2014 логотипом був буква E білого кольору в синьому із закругленими лівим зверху та правим знизу кутами у квадраті
- З Серпня 2014 року по теперішній час логотипом представляє слово ELLO білого кольору.

## ELLO Festival
ELLO Festival — щорічний музичний фестиваль від ELLO. Фестиваль проводиться на Поклонній горі в Москві вже три роки. На сцені вже виступили: Elvira T, Dan Balan, Діма Білан, Віра Брежнєва, Йолка і т. д.

## Канал на YouTube

### Аудиторія
- 1 634 075 користувачів підписалося на каналі YouTube
- 1 203 697 663 перегляди на каналі YouTube
- 1 415 957 386 переглядів у мережі
- Більше ніж 318 132 підписників в офіційній групі каналу в «ВКонтакті»

### Підтвердження в соціальних мережах
На початку серпня 2013 року канал ELLO був підтверджений (верифікований) галочкою  про те, що це офіційний канал.
На початку червня 2013 року офіційна група ВКонтакті була підтверджена верифікаційною галочкою, що позначає офіційну спільноту.
Наприкінці вересня 2013 року в соціальній мережі Facebook з'явилася синя галочка котра позначає офіційну групу або профіль, група ELLO теж отримала верифікацію.

## Видалення каналу через порушення авторських прав
Адміністрація відеохостингу YouTube видалила весь контент російського каналу ELLO, що спеціалізувалося на публікації музичних кліпів. Повідомлення про це 6 грудня з'явилося на офіційній сторінці інтернет-каналу. Як йдеться у повідомленні YouTube, канал ELLO був заблокований через неодноразові звернення правовласника. Як правовласника відеохостинг вказував ТОВ «Юніверс Медіа Груп».
У свою чергу, керівництво ELLO пояснило видалення контенту «технічними неполадками». Як розповів «Ленте.ру» PR-директор компанії ELLO Partners Сем Багдасаров, один з користувачів YouTube неправомірно поскаржився на контент, розміщений на каналі, що і призвело до закриття сторінки. «В даний час цей користувач уже заблокований  відеохостингом, і доступ до каналу ELLO незабаром буде відновлений», - заявив Багдасаров.
Відеоканал ELLO є проектом компанії Symbolic Entertainment Group, що займається агрегацією та розповсюдженням музичного та розважального контенту. Майданчик на YouTube створювалася компанією для просування артистів зі Східної Європи (Росії, України, Молдові та інших країн). Зокрема, на каналі регулярно розміщувалися кліпи таких виконавців, як Віра Брежнєва, Дан Балан і група «Серебро». На сторінку каналу ELLO в соціальній мережі «ВКонтакті» підписано близько 369 тисяч користувачів.
Політика відеохостингу YouTube в області захисту авторських прав дозволяє користувачам повідомляти про незаконне розміщення на сайті контенту, після чого сторінці з таким контентом виноситься попередження. Якщо який-небудь канал буде помічений в порушенні авторських прав втретє, весь його контент видаляється, а обліковий запис блокується. При цьому власник каналу не матиме можливість створювати на відеосервісі нові акаунти.